# Crkva Kraljice sv. krunice u Sarajevu
Crkva Kraljice Sv. Krunice je neobarokna katolička bogomolja na Banjskom brijegu, u Sarajevu. Nalazi se u sklopu samostana redovnica pripadnica reda Kćeri Božje ljubavi i Zavoda sv. Josipa, gdje je smješten KŠC Sv. Josip.
Projekt za crkvu napravio je Josip Vancaš 1909. godine, a graditeljski radovi završeni su 1911. godine. Prostor je blagoslovljen 1. listopada iste godine.
Glavni oltar u crkvi je dar austrougarskog cara Franje Josipa, koji ga je donirao tijekom posjeta BiH 1910., a nacrt oltara djelo je već spomenutog projektanta Josipa Vancaša. 
Također po njegovu nacrtu izgrađena su i četiri pokrajnja oltara s pripadajućim kipovima kod čuvena kipara Ferdinanda Stuflessera u mjestu St.Ulrichu, Južni Tirol, Austrija.[nedostaje izvor]
U crkvi su smještene brojne umjetnine - oltarske i druge slike, kipovi i drugo, uglavnom darovi visokih crkvenih dostojnika i uglednih građana.